# Zamachy w Stambule (2003)
Zamachy w Stambule (2003) – seria ataków terrorystycznych, które miały miejsce 15 i 20 listopada 2003 w Stambule. 

## Zamachy
15 listopada 2003 dwie ciężarówki z materiałami wybuchowymi uderzyły w synagogi Bet Israel i Neve Shalom. W wyniku eksplozji zginęło ponad 28 osób, a ponad 300 zostało rannych. 20 listopada 2003 doszło do kolejnych zamachów. Samochody z materiałami wybuchowymi eksplodowały w pobliżu budynku HSBC i brytyjskiego konsulatu. W wyniku drugiej fali ataków zginęło 31 osób, w tym brytyjski konsul Roger Short. Ponad 400 osób zostało rannych. 

## Reakcje
20 listopada 2003 Rada Bezpieczeństwa ONZ przyjęła rezolucję nr 1516, w której potępiła ataki i wezwała do dalszej walki z organizacjami terrorystycznymi. W związku z zamachami postawiono zarzuty 74 osobom, z czego skazano 48. W 2007 siedmiu oskarżonych zostało skazanych na karę dożywotniego pozbawienia wolności.